# 밀양역
밀양역(Miryang station, 密陽驛)은 경상남도 밀양시 가곡동에 있는 경부선의 철도역이다. 경부선 구포경유 KTX 전 열차와 경전선 일부 KTX, 그리고 대다수의 일반열차가 정차하고, 2023년 9월 1일 부터 수서 ~ 진주 SRT 고속열차가 밀양으로 입성하게 되어 상하행 2회 정차하고, 같은 날 개통한 ITX-마음 열차는 밀양역을 무정차 통과한다.

## 개요
경부고속선 2단계 구간이 개통되면서 경부선 KTX의 정차 횟수가 크게 줄어들었으며, 모든 무궁화호와 구포경유 KTX, 대부분의 ITX-새마을은 정차하지만, 경전선 KTX 왕복 3편성과 ITX-새마을 편도 3편성은 이 역을 통과한다.
경전선,경부선 경유 무궁화호 동대구~마산 무궁화호는 이역을 경유해 바로 미전선을 경유해 한림정역을 경유하기 때문에 삼랑진역에 정차하지 않는다.
구 밀양역은 '경상남도 밀양시 가곡동 662-78(경상남도 밀양시 가곡6길 8-7)', 현재는 대한통운 건물에 위치했다. 밀양역사 건물 맞은편에는 '구밀양역파출소'가 위치한다. 현재 성우애육원자리가 밀양신사(密陽神社)가 있던 자리다. 밀양역에서 중앙로를 따라 약 700m 정도 걸으면 '농산물 품질관리원'이 나오며, 농산물품질관리원 뒷편에 마쓰시타 데이지로(송하정차랑, 松下定次郞)사택이 나온다(2017년 11월 19일, 건물이 철거되었음을 확인했음).
인천공항2터미널역으로 가는 KTX는 진주역 착발 열차로 1일 1회 운행하였으나 2018년 4월 2일 운행을 중지하였다.

## 연혁
- 1905년 1월 1일 : 경부선 개통과 함께 영업 개시
- 1962년 2월 12일 : 화재로 역사 소실
- 1972년 3월 3일 : 5급역으로 승격
- 1982년 12월 28일 : 역사 신축
- 1999년 5월 1일 : 역 광장 정비
- 2004년 4월 1일 : KTX 영업 개시
- 2010년 11월 1일 : 경부고속선 2단계 구간 개통으로 KTX 정차 횟수 대폭 감소
- 2014년 5월 12일 : ITX-새마을 운행 개시
- 2016년 10월 5일 : 제18호 태풍 차바로 인한 삼랑진역~물금역구간 산사태로 인하여 경부선 열차운행중단(현재는 복구해서 경부선 운행 재개.)
- 2023년 9월 1일 : SRT 정차 개시
- 2025년 1월 1일 : 누리로 운행 종료

## 승강장
승강장은 2면 4선의 쌍섬식 승강장으로 운용된다.
| ↑상동                           |
| １２ \| ３４ \|                 |
| 한림정(경전선)↓/삼랑진(경부선)↓ |

| 1 | 경부선 | KTX SRT ITX-새마을 무궁화호 | 사용하지 않음                                  |
| 2 | 경부선 | KTX SRT ITX-새마을 무궁화호 | 동대구 · 대전 · 서울 · 수서 · 동탄 · 행신 방면 |
| 3 | 경부선 | KTX SRT ITX-새마을 무궁화호 | 부산 · 마산 · 진주 · 신해운대 방면             |
| 4 | 경부선 | KTX SRT ITX-새마을 무궁화호 | 사용하지 않음                                  |

## 이용 현황
| 연도와 승하차방향 | 연도와 승하차방향 | 연도와 승하차방향 | 이용 인원 | 이용 인원 | 이용 인원 | 이용 인원 | 이용 인원 |
| 연도와 승하차방향 | 연도와 승하차방향 | 연도와 승하차방향 | 경부선    | 경부선    | 경부선    | 경부선    | 경부선    |
| 연도와 승하차방향 | 연도와 승하차방향 | 연도와 승하차방향 | KTX       | 새마을    | 무궁화    | 통일      | 총계      |
| ----------------- | ----------------- | ----------------- | --------- | --------- | --------- | --------- | --------- |
| 2001년            | 하행              | 승차              | 미개통    | 12800     | 876227    | 38761     | 927798    |
| 2001년            | 하행              | 하차              | 미개통    | 49671     | 411622    | 9774      | 471478    |
| 2001년            | 상행              | 승차              | 미개통    | 56644     | 395985    | 10408     | 463184    |
| 2001년            | 상행              | 하차              | 미개통    | 16326     | 909822    | 27284     | 953448    |
| 2002년            | 하행              | 승차              | 미개통    | 11755     | 785620    | 34545     | 834528    |
| 2002년            | 하행              | 하차              | 미개통    | 49062     | 388593    | 9475      | 448048    |
| 2002년            | 상행              | 승차              | 미개통    | 55805     | 374922    | 9608      | 441045    |
| 2002년            | 상행              | 하차              | 미개통    | 18600     | 811093    | 22791     | 855167    |
| 2003년            | 하행              | 승차              | 미개통    | 10400     | 711892    | 40491     | 762791    |
| 2003년            | 하행              | 하차              | 미개통    | 48216     | 368432    | 11721     | 428813    |
| 2003년            | 상행              | 승차              | 미개통    | 53945     | 358212    | 11862     | 424193    |
| 2003년            | 상행              | 하차              | 미개통    | 18453     | 735400    | 32597     | 786484    |
| 2004년            | 하행              | 승차              | 18517     | 28732     | 770127    | 12057     | 829433    |
| 2004년            | 하행              | 하차              | 164545    | 53373     | 345472    | 9120      | 572510    |
| 2004년            | 상행              | 승차              | 173862    | 49902     | 340587    | 6245      | 570596    |
| 2004년            | 상행              | 하차              | 11626     | 42890     | 789082    | 9716      | 853314    |
| 2005년            | 하행              | 승차              | 42633     | 22921     | 839197    | 3631      | 908182    |
| 2005년            | 하행              | 하차              | 330700    | 41294     | 342285    | 10369     | 724621    |
| 2005년            | 상행              | 승차              | 400712    | 31811     | 360202    | 4012      | 796737    |
| 2005년            | 상행              | 하차              | 40080     | 36089     | 922161    | 14259     | 1012569   |

## 사진

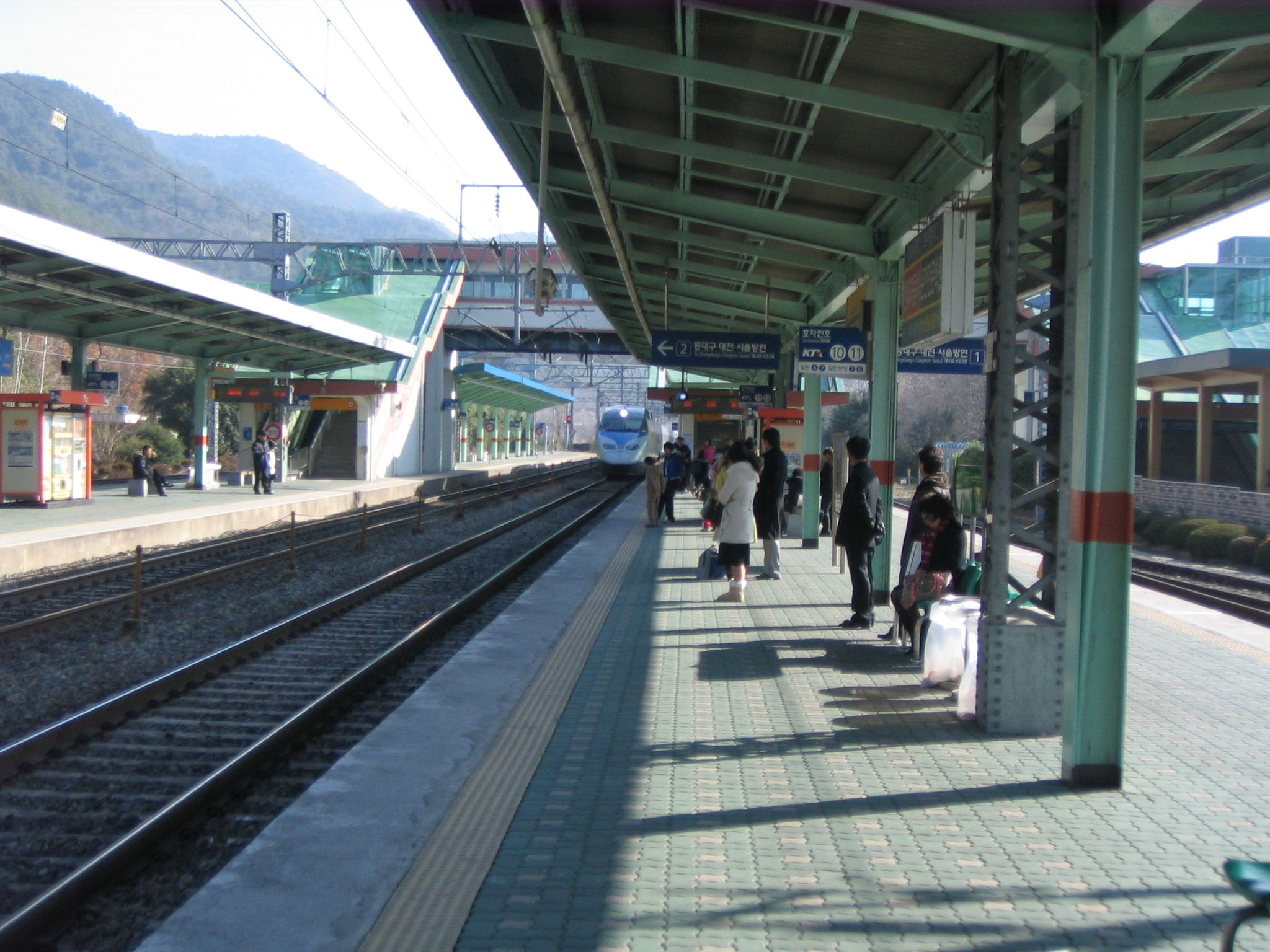
승강장
2종 역명판
밀양역 앞에 있는 자전거 보관소(자전거 전용 주차장, 2011년 8월 11일 완공)
밀양역 앞에 있는 대형시계
밀양역 앞(오른편)에 있는 공중전화부스
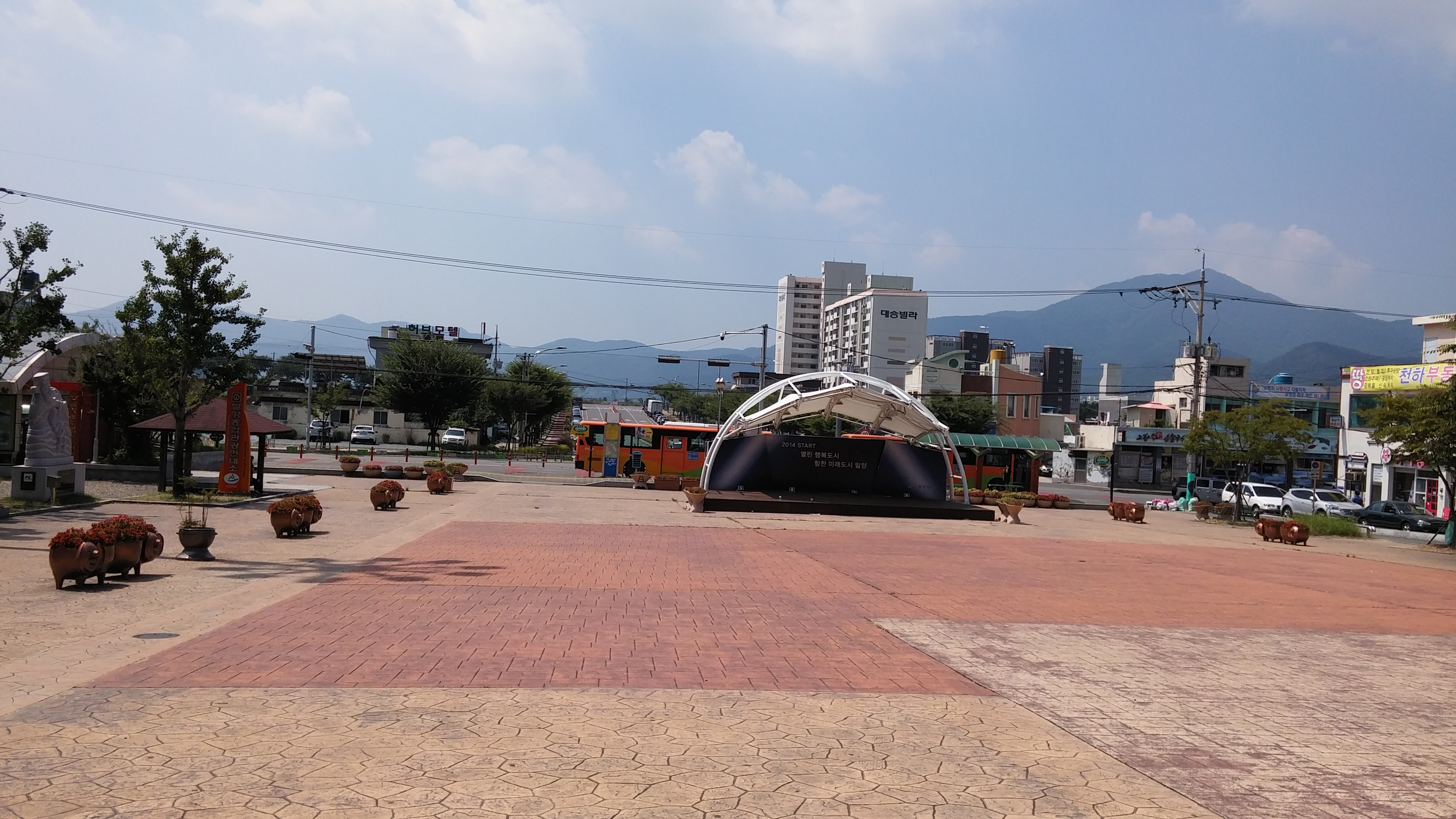
밀양역 광장
밀양역 버스 승강장
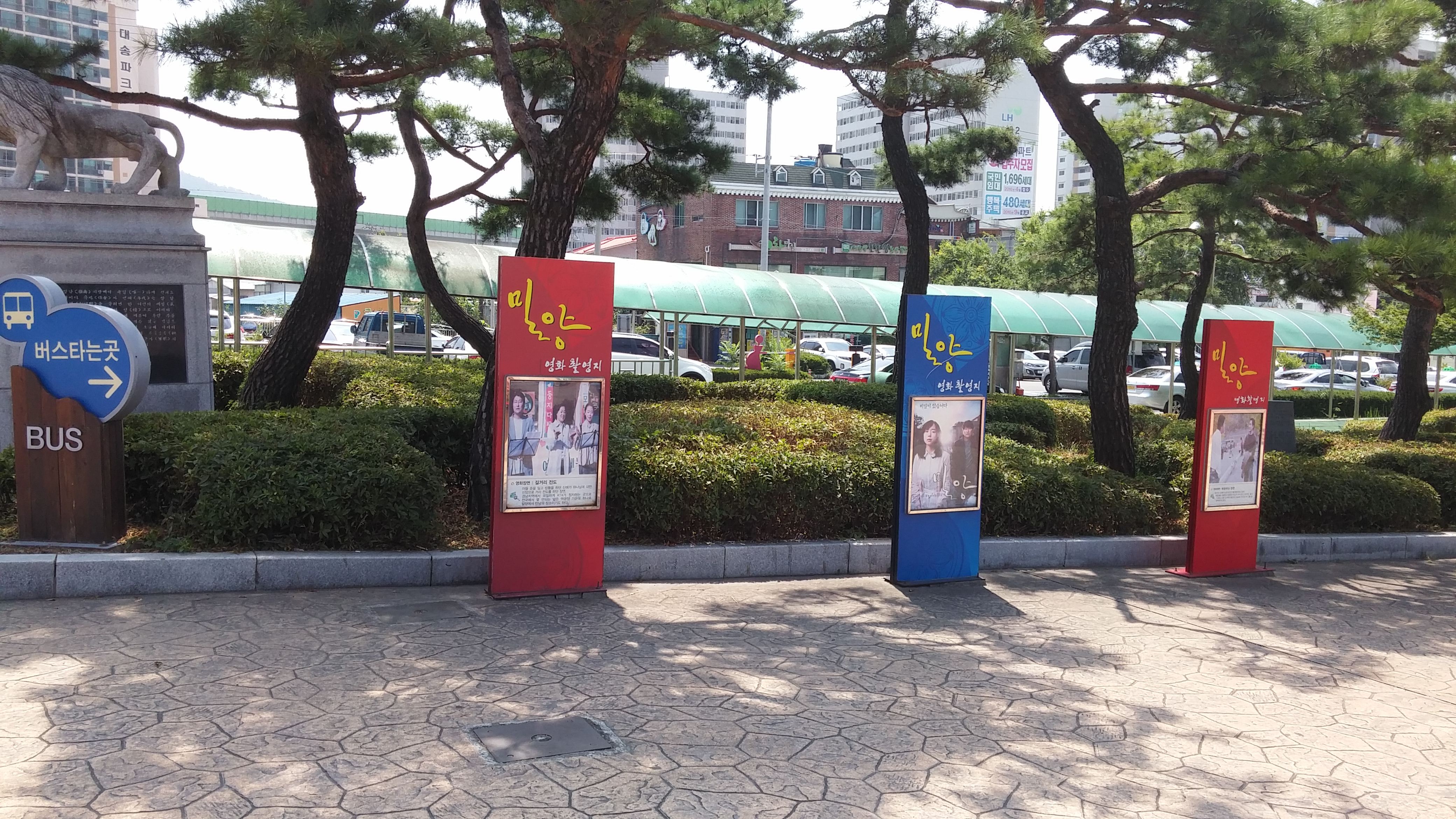
'밀양'영화 포스터들
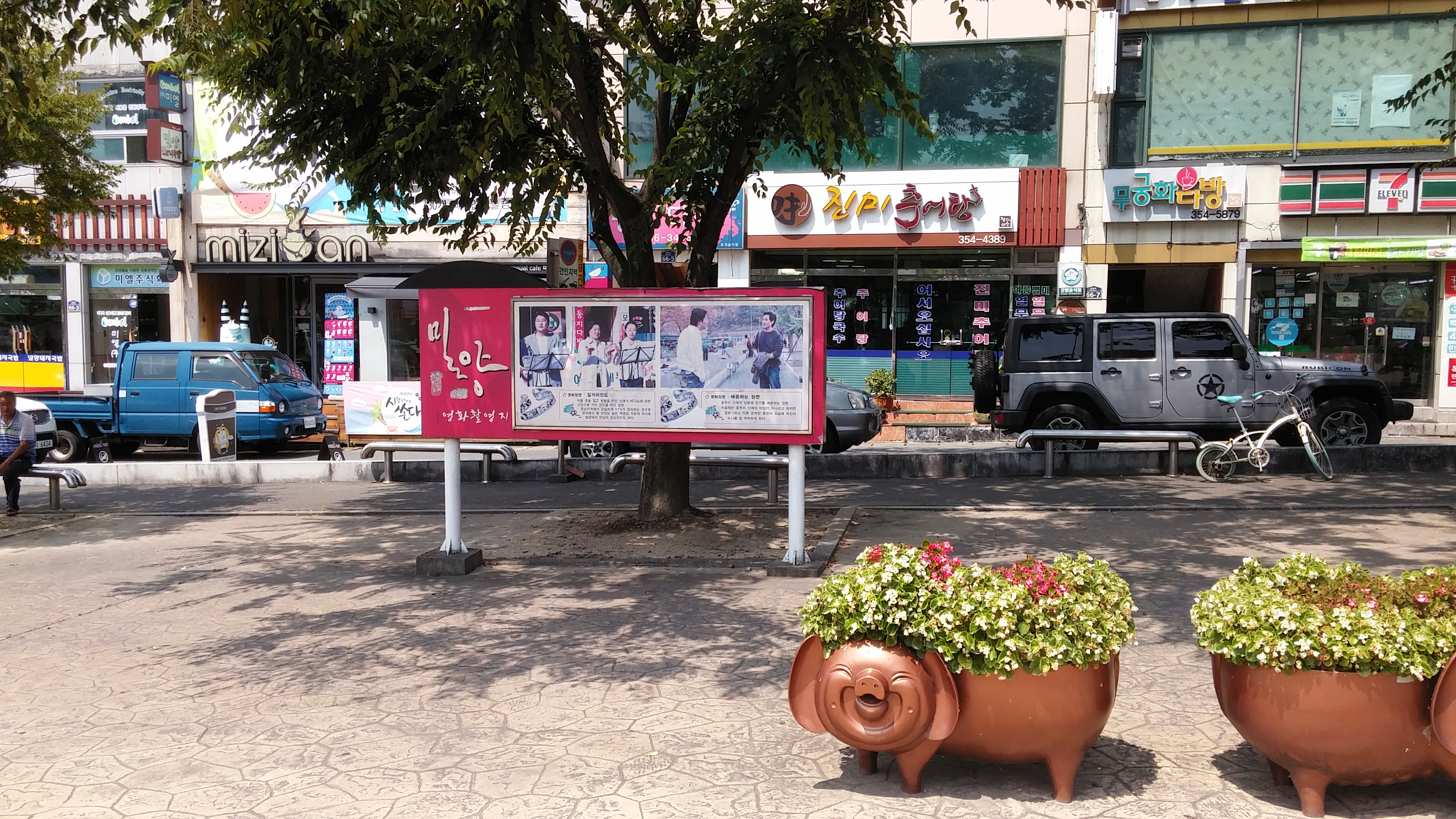
'밀양'영화 촬영지임을 알리는 표지판
밀양 아리랑 비석 옆 모습
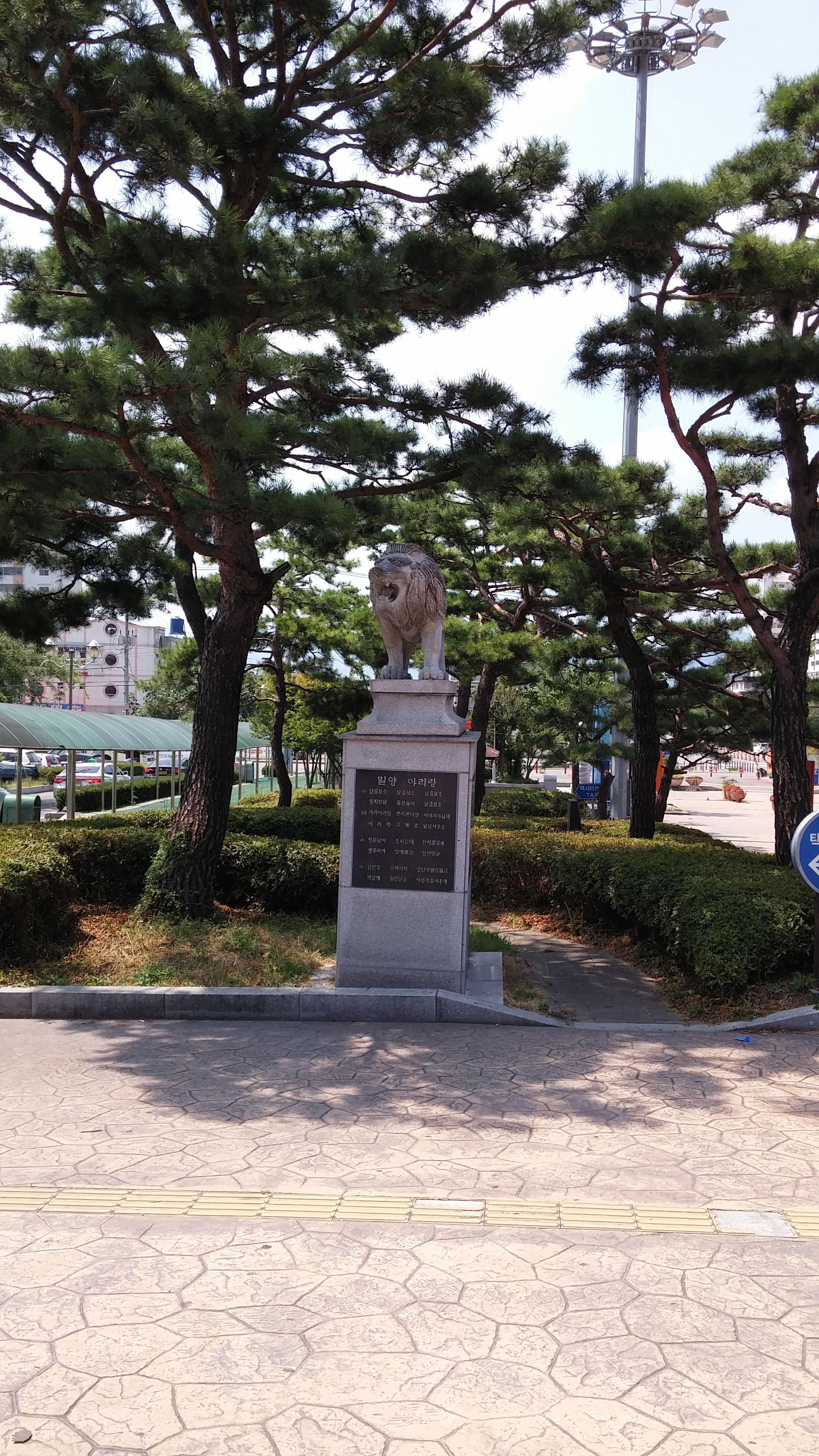
밀양 아리랑 비석 앞 모습
광장에 있는 대형 밀양시 관광안내도
밀양시 종합 관광 안내소

## 인접한 역
| 경부선           | 경부선               | 경부선             |
| ---------------- | -------------------- | ------------------ |
| 경산 행신 방면   | KTX 경부선 구포 경유 | 물금 부산 방면     |
| 청도 서울 방면   | ITX-새마을 경부선    | 삼랑진 부산 방면   |
| 경산 서울 방면   | ITX-새마을 동해선    | 구포 신해운대 방면 |
| 경산 서울 방면   | ITX-마음 경부선      | 물금 부산 방면     |
| 상동 서울 방면   | 무궁화호 경부선      | 삼랑진 부산 방면   |
| 경부선·경전선    |                      |                    |
| 동대구 행신 방면 | KTX 경전선           | 진영 진주 방면     |
| 동대구 수서 방면 | SRT 경전선           | 진영 진주 방면     |
| 동대구 서울 방면 | ITX-새마을 경전선    | 진영 진주 방면     |
| 상동 서울 방면   | 무궁화호 경전선      | 한림정 진주 방면   |

## 같이 보기
- 한국철도공사